# Títulos do Ferroviário Atlético Clube (Ceará)
Lista de títulos do Ferroviário Atlético Clube (Fortaleza) conquistado em toda sua história.

## Futebol

### Principais conquistas
| NACIONAIS             | NACIONAIS                                       | NACIONAIS | NACIONAIS |
|                       | Competição                                      | Títulos   | Temporadas |
| --------------------- | ----------------------------------------------- | --------- | --- |
|                       | Campeonato Brasileiro - Série D                 | 2         | 2018 e 2023 |
| ESTADUAIS             | Campeonato Brasileiro - Série D                 |           | 2018 e 2023 |
|                       | Competição                                      | Títulos   | Temporadas |
|                       | Campeonato Cearense de Futebol                  | 9         | 1945, 1950, 1952, 1968, 1970, 1979, 1988, 1994 e 1995                                                                   |
|                       | Torneio Fares Lopes                             | 2         | 2018 e 2020 |
|                       | Torneio Início do Ceará                         | 5         | 1940, 1941, 1946, 1949 e 1966                                                                                           |
|                       | Copa Estado do Ceará                            | 2         | 1969 e 1970 |
|                       | Copa dos Campeões Cearenses                     | 1         | 2019 |
| Outras conquistas     |                                                 |           | |
|                       | Competição                                      |           | Temporadas |
|                       | Torneio Quadrangular Interestadual              | 3         | 1951,1952,1967 |
|                       | Taça General Mascarenhas                        | 1         | 1940 |
|                       | Taça Heitor Ribeiro                             | 1         | 1949 |
|                       | Torneio Municipal                               | 1         | 1952 |
|                       | Taça Castelo Branco                             | 1         | 1952 |
|                       | Torneio Pentagonal de Fortaleza                 | 1         | 1955 |
|                       | Copa Fortaleza-Maranguape                       | 1         | 1958 |
|                       | Torneio Moisés Pimentel                         | 1         | 1960 |
|                       | Torneio da Amizade                              | 1         | 1960 |
|                       | Triangular Potiguar                             | 1         | 1963 |
|                       | Taça das Forças Amadas                          | 1         | 1964 |
|                       | Torneio Cinquentenário do Ceará Sporting Club   | 1         | 1964 |
|                       | Torneio da Luz                                  | 1         | 1967 |
|                       | Torneio Bayma Kerth                             | 1         | 1975 |
|                       | Torneio Evandro A. de Moura                     | 1         | 1976 |
|                       | Torneio Humberto Bezerra                        | 1         | 1976 |
|                       | Torneio Waldemar Alcântara                      | 1         | 1978 |
|                       | Torneio Imprensa de Rondônia                    | 1         | 1979 |
|                       | Torneio Ciro Gomes                              | 1         | 1989 |
|                       | Campeão do Torneio Intermunicipal de Clubes     | 1         | 2007 |
| Campanhas de destaque |                                                 |           | |
|                       | Competição                                      |           | Temporadas |
|                       | Vice-Campeonato Cearense                        | 20        | 1940, 1942, 1946, 1947, 1949, 1951, 1953, 1955, 1960, 1963, 1967, 1980, 1981, 1982, 1983, 1989, 1996, 1998, 2003 e 2017 |
|                       | Vice-campeão da Polar UTS Cup(Caribe) - 2007    | 1         | 2007 |
|                       | Vice-campeão do Torneio Octávio Pinto Guimarães | 1         | 1986 |

 Campeão invicto

### Categorias de base
A Fábrica de Craques, assim chamada por ser a categoria de base do futebol cearense que mais revelou jogadores para o futebol nacional, dentre eles: Jardel, Pacoti, Mirandinha, Jorge Veras, Mazinho Loyola, Mota. Para se ter uma ideia da grande capacidade de revelar talentos do Ferroviário Atlético Clube, o Internacional, campeão da Copa Libertadores da América de 2006 e do Mundial de Clubes do mesmo ano, teve três deles egressos diretamente das categorias de base do Ferrão. São eles: Iarley, Márcio Mossoró e Ediglê.
Dentre os principais títulos da categoria de base coral destaca: Copa do Nordeste Sub-20: 1998
- Campeão da Copa Revelação do Nordeste Sub-16: 2012
- Campeão Cearense Sub-20: 1997, 2004, 2006 e 2007
- Campeão Cearense Sub-18: 2002, 2005 e 2009
- Campeão Cearense Sub-17: 1998 e 2006
- Campeão Cearense Sub-16: 2001, 2002, 2004, 2005 e 2009
- Campeão Cearense Aspirante: 1994
- Campeão Cearense Júnior: 1977, 1979, 1982, 1987, 1988, 1992, 1995 e 1996
- Campeão Cearense Juvenil: 1962, 1970, 1983 e 1993
- Campeão Cearense Dente de Leite: 1970

## Outros esportes

### Futebol Master
- Campeão Cearense Master: 2002

### Futebol Feminino
- Campeão cearense feminino: 1983

### Futsal
- Campeão cearense de Futsal Sub-20: 2006
- Campeão da Copa Popular de Futsal Sub-20: 2006
- Campeão da Copa Metropolitana de Futsal Sub-20: 2006

### Basquete
- Campeão do Torneio Salim Jereissati: 2002

### Handebol
- Campeão cearense Feminino de Beach Handebol: 2004
- Campeão do Circuito Sobralense Feminino: 2003

### Tênis de mesa
- Campeão cearense Sênior: 1997
- Campeão cearense Infantil: 1995
- Campeão cearense Mirim: 1990
- Campeão do GP Pernambuco Infantil: 1991 e 1992

### Atletismo
- Campeão da Corrida da Fogueira (Hemilton Jorge): 1955, 1956 e 1957
- Campeão da Corrida Preliminar de São Silvestre (Hemilton Jorge): 1955 e 1956
- Campeão da Corrida do Recife (Hemilton Jorge): 1956
- Campeão da Corrida do Jornal O POVO (Hemilton Jorge): 1954